# بي بافورد برايس
بي بافورد برايس (بالإنجليزية: P. Buford Price)‏ هو فيزيائي أمريكي، ولد في 8 نوفمبر 1932 في ممفيس في الولايات المتحدة.